# Clifford Glacier
Clifford Glacier är en glaciär i Antarktis. Den ligger i Västantarktis. Argentina, Chile och Storbritannien gör anspråk på området. Clifford Glacier ligger 246 meter över havet.
Terrängen runt Clifford Glacier är kuperad åt nordväst, men åt sydost är den bergig. Clifford Glacier ligger nere i en dal. Trakten är obefolkad. Det finns inga samhällen i närheten.